# Есперанса
Есперанса (шп. Nunca te olvidaré) мексичка је теленовела, продукцијске куће Телевиса, снимана током 1998. и 1999.
У Србији је приказивана током 2000. и 2001. на телевизији Пинк.

## Синопсис
На самртној постељи, Исабел Клара моли Антонија, своју љубав из детињства, да пази на њену кћерку Есперансу. Он и његов син Лиус Густаво одмах прихватају Есперансу, али Антонијева жена у њој види претњу и чини све да јој загорча живот. Када схвати да су њен син и Есперанса заљубљени, шаље девојку у манастир, али она се враћа после десет година, како би бринула о болесном Антонију. Он пише писмо Луси Густаву у ком даје свој благослов да се ожени Есперансом, али његов љубоморни пријатељ, који девојку жели само за себе, а младића доводи у заблуду како је жена коју воли у ствари његова полусестра. Заљубљени пар се разилази, обоје сломљених срца, верујући да је њихова љубав немогућа.

## Улоге
| Глумац            | Улога                                        |
| ----------------- | -------------------------------------------- |
| Едит Гонзалез     | Есперанса Гамбоа Мартела Исабел Клара Мартел |
| Фернандо Колунга  | Луис Густаво Урибе Дел Ваље                  |
| Алма Муријел      | Консуело Ваље де Урибе                       |
| Делија Касанова   | Доња Кармен                                  |
| Еухенија Каудуро  | Силвана Рекена                               |
| Умберто Елизондо  | Фермин Рекена                                |
| Летисија Пердигон | Гуделија                                     |
| Зули Кејт         | Ирена                                        |
| Марисол Сантакруз | Летисија                                     |
| Серхио Каталан    | Хуан Мораима                                 |
| Хуан Карлос Бонет | Едуардо Мораима                              |
| Пабло Монтеро     | Алваро Кордеро                               |
| Ниурка Маркос     | Алкатраз Кордеро                             |
| Хосефина Ечанове  | Сестра Маргарита                             |
| Хаиме Лозано      | Ихинио                                       |
| Тоњо Инфанте      | Браулио                                      |
| Едгар Понсе       | Адријан                                      |
| Роберто Мигел     | Роберт                                       |
| Хулијан Пастор    | Дон Антонио Урибе                            |
| Макарија          | Беренисе Кордеро                             |
| Алехандра Прокуна | Мара Монталбан                               |
| Мигел де Леон     | др Леонел Валдерама                          |
| Евита Муњоз       | Бенита                                       |
| Луис Химено       | др Алберто Риверо                            |
| Силвија Каос      | Серафина                                     |
| Беатриз Агире     | Алфонса Валдеррама                           |
| Ивон Монтеро      | Паола Кампос                                 |
| Венди Гонзалез    | Есперанса Гамбоа (девојчица)                 |
| Данијел Хабиф     | Луис Густаво Урибе (дечак)                   |
| Дулсе Марија      | Силвија Рекена (девојчица)                   |
| Дијего Сијерес    | Адријан (дечак)                              |
| Габи Гарза        | Летиcија (девојчица)                         |